# North (Film)
North (alternativ: North – Eltern, nein danke!) ist eine amerikanische Filmkomödie von Rob Reiner aus dem Jahr 1994 mit Elijah Wood in der Titelrolle. Das Drehbuch basiert auf einem Roman von Alan Zweibel, der im Film in einer Nebenrolle zu sehen ist. Von vielen Kritikern wurde der Film als einer der schlechtesten aller Zeiten bezeichneten und er erhielt 1995 insgesamt Nominierungen in sechs Kategorien der Goldenen Himbeere.

## Handlung
Der elfjährige North ist nicht nur ein begabter und kluger Junge, sondern auch angenehm im Wesen. Doch seine Eltern haben nur selten Zeit für ihn und so fühlt er sich nicht wertgeschätzt. Eines Tages begegnet ihm in einem Einkaufszentrum der Osterhase – ein Mann in einem rosa Hasenanzug, dem er sein Herz ausschüttet. Er empfiehlt North, mit seinen Eltern zu reden und ihnen einfach seine Gefühle zu erklären. North ist aber mittlerweile so enttäuscht, dass er der Meinung ist, dass dies keinen Zweck hätte. Unterstützt und ermutigt von seinem besten Freund Winchell, der mit an der Schulzeitung arbeitet, plant North, sich von seinen Eltern „scheiden zu lassen“. Er engagiert Arthur Belt, einen Anwalt, der Norths Anliegen vor Gericht bringt. Die Eltern sind schockiert, zumal Richter Buckle der Klage stattgibt und North einen Sommer Zeit einräumt, um neue Eltern zu finden. Andernfalls müsste er in ein Waisenhaus gehen.
Norths erste Station ist Texas, wo seine elterlichen Kandidaten versprechen, keine Kosten und Mühen zu scheuen, um Norths Wünsche zu erfüllen. Doch schnell merkt er, dass sie ihn nur als Ersatz für ihren verstorbenen Sohn Buck ansehen und entsprechend versuchen, Norths gesamtes Leben im Voraus zu planen, einschließlich seiner zukünftigen Frau. Sie verabreichen ihm riesige Mengen an Essen, in der Hoffnung, dass er so wird wie Buck, der stets korpulent war und von sich behauptete, er könne an einem Tag mehr essen als jeder andere in einem ganzen Monat. Schon bald erscheint North erneut der Osterhase, diesmal aber als Cowboy und Revolverheld Gabby. Er schenkt ihm einen Silberdollar und stellt fest, dass North mit Texas nicht zufrieden ist, weil er hier nicht um seiner selbst Willen anerkannt würde, sondern man ihn zu jemand anderem machen wolle. Gabby rät ihm, weiterzusuchen.
Seine nächste Station ist Hawaii, wo Gouverneur und Frau Ho, die keine leiblichen Kinder haben können, ihn unbedingt adoptieren wollen. Der Gouverneur erhofft sich von Norths Anwesenheit eine Belebung des Tourismus und mehr Anziehungskraft der Insel auf die Festlandbewohner. So will er den Jungen in seine Werbekampagne einbeziehen, was nicht in Norths Sinn ist und ihn entsetzt. Am Strand begegnet ihm ein Tourist mit einem Metalldetektor – ebenfalls der Mann im Hasenanzug, der North erklärt, dass Eltern ihre Kinder nicht zum persönlichen Vorteil benutzen sollten.
North reist weiter in einem Inuit-Dorf in Alaska. Bei seiner Ankunft muss er miterleben, wie seine Eltern-Kandidaten gerade ihren Großvater auf einer Eisscholle aufs Meer hinausschicken, wo er in Würde sterben soll. Neben dieser schockierenden Erfahrung stellt North fest, dass „sein“ Sommer fast vorbei ist. Schnell reist er weiter zur nächsten Kandidaten-Familie, Angehörige der Amish – wo ihn der Mangel an Annehmlichkeiten schnell enttäuscht. Seine Erfahrungen in Zaire, China und Paris sind ebenso fruchtlos. Schließlich findet er bei den Nelsons eine ideale Familie, die ihm Aufmerksamkeit und Wertschätzung entgegenbringt, dennoch ist er unzufrieden. Verzweifelt flieht North nach New York City, um sich von seinem Freund Winchell und dem Anwalt Belt Rat zu holen. Er ahnt nicht, dass sich die beiden aufgrund von North die Suche nach neuen Eltern als Geschäftsidee ausgearbeitet haben. Sie wollen Kinder auf der ganzen Welt, die mit ihren Eltern unzufrieden sind, dazu bringen, sich von ihnen vertreten zu lassen, um so reich und mächtig zu werden. Aus Angst, ihr lukratives Geschäft könnte scheitern, planen sie daher ein Attentat auf North. Der flieht rechtzeitig und sieht zufällig ein Video von seinen Eltern, die ihn um Vergebung und zur Rückkehr nach Hause bitten. Ein Standup-Comedian – wieder der Mann im Hasenanzug – ermutigt North dazu zu reagieren. Am Flughafen gerät er in einen Mob von Kindern, die seinem Beispiel gefolgt sind und über seine Entscheidung, zu seinen Eltern zurückzukehren, wütend sind. North meint in einem Lieferwagenfahrer den Mann im Hasenanzug wiederzuerkennen und fragt, ob er sein Schutzengel sei. Der Mann bestreitet, North je getroffen zu haben, aber irgendwie ähnelt er seinem Wegbegleiter.
North wird vor Ablauf der Frist zu seinem Haus gebracht, aber als er zu seinen Eltern rennt, zielt ein Attentäter auf ihn. Als er den Abzug drückt, erwacht North in dem jetzt leeren Einkaufszentrum. Der Osterhase bringt ihn nach Hause, wo in seine Eltern, die sich schon Sorgen um ihn gemacht haben, herzlich begrüßen. Es war alles ein Traum, aber in seiner Tasche entdeckt North Gabbys Silberdollar. Als seine Eltern ihm das Abendessen ans Bett bringen, weiß er am Ende doch seine eigenen Eltern zu schätzen.

## Hintergrund
Die Komödie wurde in den Bundesstaaten Alaska, Hawaii, Kalifornien, New Jersey, New York und South Dakota gedreht. Die Produktion kostete etwa 40 Millionen US-Dollar und spielte in den US-Kinos nur knapp 7 Millionen Dollar ein.
In dem Film hatte Scarlett Johansson ihr Debüt als Schauspielerin.

## Kritiken
James Berardinelli schrieb auf ReelViews, dass die Reihe der Erfolge von Rob Reiner wie Harry und Sally und Eine Frage der Ehre zu Ende wäre. Er kritisierte vor allem einige verstörende (zum Teil überlange) Seitenstränge der Handlung.
In der Chicago Sun-Times vom 22. Juli 1994 urteilte Roger Ebert, dass das Anschauen des Films zu den unerfreulichsten Erfahrungen gehöre, die er je gemacht habe. Er betonte mehrmals, dass er den Film „hasse“. Dieser gehöre zu den schlechtesten Filmen, die je gemacht worden seien.
Kenneth Turan stellte in seiner Rezension in der Los Angeles Times fest: „Das Problem insgesamt ist nicht so sehr, dass der Humor, insbesondere in den Eltern-Probe-Situationen, forciert wird, sondern dass er einfach gar nicht vorhanden ist. So wenig passiert in dieser mildesten aller Fantasien. Es ist schwer zu erraten, welche Art von emotionalen Effekten überhaupt angestrebt wurden.“
Das Lexikon des internationalen Films findet den Film „streckenweise sehr amüsant“, kritisiert aber, dass er für Jugendliche zu ironisch und comichaft inszeniert sei, Erwachsene aber durch die kindliche Perspektive kaum gefesselt seien.

## Auszeichnungen
Elijah Wood wurde für seine Rolle 1995 für einen Saturn Award nominiert. Matthew McCurley gewann 1995 einen Young Artist Award. Der Film war bei der Preisverleihung auch in der Kategorie Beste Komödie nominiert sowie Elijah Wood in der Kategorie bester Hauptdarsteller.
In negativer Hinsicht erhielt der Film 1995 sechs Nominierungen für die Goldene Himbeere:
- Schlechtester Film
- Schlechtester Hauptdarsteller (Bruce Willis)
- Schlechteste Regie (Rob Reiner)
- Schlechtestes Drehbuch
- Schlechteste Nebendarstellerin (Kathy Bates)
- Schlechtester Nebendarsteller (Dan Aykroyd, für North und Undercover Cops)